# Ґольдберґ Авґуста Миронівна
Авґу́ста Миро́нівна Ґо́льдберґ (Авгу́ста Го́льдберг) (12 квітня 1913, Київ, РІ — 21 грудня 1984, Київ, УРСР) — вчена-психолог, сурдопедагог, перша доктор педагогічних наук (з психології) в Україні (1967), «Відмінник народної освіти» (1962). Була першою випускницею-сурдопедагогом в Україні.

## Біографічні дані
Народилася 12 квітня 1913 року в Києві в родині службовців, батьки були фармацевтами.
У 1928 році закінчила Київську трудову школу № 50 та вступила на курси підготовки до вузу в Києві.
В 1930 році стала студенткою Інституту соціального виховання, тоді був перший набір студентів — майбутніх сурдопедагогів в УРСР.
У 1934 (за іншими даними — 1933) році закінчила Київський педагогічний інститут. Працювала вчителем у школах Києва, Москви, Алма-Ати. 
З 1945 року працювала в Інституті психології: з 1955 по 1966 — завідувач відділу спеціальної психології; з 1976 — завідувач лабораторії сурдопедагогіки НДІ педагогіки.
З 1975 по 1981 рік — старший науковий співробітник, завідувач сектором сурдопедагогіки.  
Померла 21 грудня 1984 року в Києві.

## Наукова робота
Досліджувала психологію дітей з порушеннями слуху, формування писемного мовлення у глухих учнів.
Авторка понад 200 науково-педагогічних праць, серед яких дослідження, монографії, статті, підручники та посібники. Написала статті «Глухонімота», «Дактилологія», «Дефектологія» для УРЕ. Член редакційної ради журналу «Питання дефектології», член редакційно-методичної ради зі спеціальної літератури видавництва «Радянська школа».
Розкрила сутність писемного мовлення як компенсаторного засобу. Розроблена Гольдберг А. М. теорія інтенсивного розвитку глухих та слабочуючих дітей на ранніх етапах онтогенезу, розкрила сутність розвитку психічних процесів засобами розширення діапазону значимості писемного мовлення у структурі навчальних дисциплін.
Під керівництвом вченої діяльність сектора сурдопедагогіки спрямовувалась на дослідження важливих питань щодо вивчення особливостей розвитку дітей різних вікових груп, зокрема: дослідження проблем дошкільного виховання глухих дітей; підвищення ефективності навчання і виховання учнів денних і вечірніх шкіл для глухих дітей та вивчення їхніх життєвих планів.
У 1936—1939 роках було видано підручники для глухих дітей, авторами яких були Авґуста Миронівна та вчителі Київської школи для глухих дітей. Зокрема «Книга для позашкільного читання в старших класах шкіл глухонімих», видана видавництвом «Радянська школа» в 1936 році. У 1952 році у співавторстві з вчителем Києва було підготовано підручник «Читанка для V класу шкіл глухонімих», який неодноразово перевидавали.
Гольдберг А. М. мала свою наукову школу, під її керівництвом було підготовлено та успішно захищено кандидатські дисертації: Миколи Дмитровича Ярмаченка, Ельвіри Павлівни Петрової (Е. П. Грози), Леніни Сергіївни Лебедєвої та Едуарда Ілліча Пущина. ЇЇ наукову та педагогічну діяльнфсть сучасні вчені оцінюють як «прорив у розбудові вітчизняної сурдопедагогіки».

### Основні праці
За ЕСУ:
- Книга для позакласного читання в старших класах шкіл глухонімих. — К., 1936; 1939;
- Особливості оволодіння лексикою рідної мови учнями молодших класів шкіл глухонімих // Наук. зап. Інституту психології. — 1959. — Т. 11;
- Формування вміння самостійно користуватися мовою в учнів початкових класів шкіл глухих. — К., 1964 (співавтор);
- Особенности самостоятельной письменной речи глухих школьников (II–IV классы). — Москва, 1966;
- Розвиток писемної мови в учнів молодших класів шкіл глухих. — К., 1968[1].